# Выборы главы Республики Карелия (2017)
Выборы главы Республики Карелия состоялись в Республике Карелия 10 сентября 2017 года в единый день голосования. Прямые выборы главы республики прошли впервые с 2002 года (в 2006, 2010 и 2012 глава назначался президентом через процедуру утверждения заксобранием).
На 1 июля 2016 года в Карелии было зарегистрировано 536 315 избирателей
Председатель Центральной избирательной комиссии Республики Карелия — Алексей Бахилин (с 20 июля 2011 года).

## Предшествующие события
22 мая 2012 года президент России Владимир Путин, вступивший в должность лишь 7 мая, отправил в отставку Андрея Нелидова (формально по собственному желанию), а врио главы Республики Карелия назначил депутата заксобрания Ленинградской области Александра Худилайнена (Единая Россия). Вскоре Худилайнен был утверждён в должности депутатами заксобрания Республики Карелия.
При этом в начале мая 2012 года, в последние дни своего президентства, президент России Дмитрий Медведев подписал закон, вернувший в России прямые выборы глав регионов. Однако, закон вступал в силу только 1 июня 2012 года, а первые выборы на его основе состоялись в октябре 2012 года. Таким образом Худилайнен был наделён полномочиями главы республики по старой версии закона. Также он был последним главой региона, утверждённым в должности по этому закону. Срок полномочий Худилайнена истекал 24 мая 2017 года.
13 февраля 2017 года СМИ сообщили, что Александр Худилайнен может досрочно уйти в отставку, а врио главы станет директор Федеральной службы судебных приставов Артур Парфенчиков. Через два дня, 15 февраля, Худилайнен заявил, что не готов участвовать в выборах, до которых осталось 7 месяцев, и по этой причине он попросил у президента освободить его от обязанностей главы Карелии. В тот же день президент Владимир Путин назначил врио главы Республики Карелия Парфенчикова.

### Ключевые даты
- 8 июня 2017 года — законодательное собрание назначило выборы на 10 сентября 2017 года (единый день голосования)[7].
  - 9 июня — опубликован расчёт числа подписей, необходимых для регистрации кандидата[8].
  - с 13 июня по 12 июля — период выдвижения кандидатов[9].
  - агитационный период начинается со дня выдвижения кандидата и прекращается за одни сутки до дня голосования.
- с 21 июля по 26 июля — представление документов для регистрации кандидатов, к заявлениям должны прилагаться листы с подписями муниципальных депутатов[9].
- 9 сентября — день тишины.
- 10 сентября — день голосования.

## Выдвижение и регистрации кандидатов
В Республике Карелия кандидаты выдвигаются только политическими партиями, имеющими право участвовать в выборах. Самовыдвижение не допускается.
Каждый кандидат при регистрации должен представить список из трёх человек, один из которых, в случае избрания кандидата, станет представителем правительства региона в Совете Федерации.

### Муниципальный фильтр
В Республике Карелия кандидаты должны собрать подписи 7 % муниципальных депутатов и глав муниципальных образований. Среди них должны быть подписи депутатов районных и городских советов и (или) глав районов и городских округов в количестве 7 % от их общего числа. При этом подписи нужно получить не менее чем в трёх четвертях районов и городских округов. По расчёту избиркома, каждый кандидат должен собрать от 88 до 92 подписей депутатов всех уровней и глав муниципальных образований, из которых от 24 до 26 — депутатов райсоветов и советов городских округов и глав районов и городских округов не менее чем 14 районов и городских округов республики.

## Кандидаты
В октябре 2016 года о своём возможном участии в выборах заявил действующий глава республики Александр Худилайнен. 15 февраля Худилайнен заявил, что не готов участвовать в выборах, до которых осталось 7 месяцев, и по этой причине он попросил у президента освободить его от обязанностей главы Карелии. В тот же день врио главы Республики Карелия был назначен Артур Парфенчиков.
Своих кандидатов выдвинули 9 партий. Партия «Яблоко» отказалась выдвигать своего кандидата по ряду причин, одной из которых был назван муниципальный фильтр.
| Кандидат          | Должность (на момент выдвижения)                                                                                        | Партия выдвижения      | Статус                                                             | Кандидаты в Совет Федерации                            |
| ----------------- | --- | ---------------------- | ------------------------------------------------------------------ | ------------------------------------------------------ |
| Мария Авишева     | замдиректора ООО «Торговый дом Карелия-Маркет»                                                                          | Молодая Россия         | отказано в регистрации (не пройден возрастной ценз)                |                                                        |
| Игорь Алпеев      | гендиректор ООО «Северо-Западное Финансовое Аудиторское Агентство»                                                      | Народ против коррупции | отказано в регистрации (не представлены документы для регистрации) |                                                        |
| Евгений Беседный  | депутат заксобрания Республики Карелия, зампредседателя комитета по образованию, культуре, спорту и молодёжной политике | ЛДПР                   | зарегистрирован                                                    | Елизавета Васильева Тимур Зорняков Алексей Орлов       |
| Елена Гнётова     | уполномоченный по защите прав предпринимателей в Республике Карелия                                                     | Партия Роста           | зарегистрирован, выбыл по личному заявлению                        | Сергей Авишев Вячеслав Кашин Алексей Кожушный          |
| Ольга Ильюкова    | пенсионер | Патриоты России        | зарегистрирован, выбыл по личному заявлению                        | Николай Афанасьев Анастасия Демидова Александр Ильюков |
| Артур Парфенчиков | врио главы Республики Карелия                                                                                           | Единая Россия          | зарегистрирован                                                    | Виталий Красулин Александр Ракитин Элиссан Шандалович  |
| Ирина Петеляева   | депутат заксобрания Республики Карелия, помощник депутата Госдумы Сергея Миронова                                       | Справедливая Россия    | зарегистрирован                                                    | Юрий Давыдов Валентина Полищук Лариса Степанова        |
| Николай Тараканов | директор ООО «АК1126»                                                                                                   | Родина                 | зарегистрирован, выбыл по личному заявлению                        | Лариса Подгорная Ольга Тараканова Сергей Цвигуненко    |
| Евгений Ульянов   | депутат заксобрания Республики Карелия, помощник депутата Госдумы Жореса Алфёрова                                       | КПРФ                   | зарегистрирован                                                    | Татьяна Богданова Галина Васильева Светлана Логинова   |

## Социологические исследования
| Опрос                             | Явка | Парфёнчиков | Петеляева | Ульянов | Беседный | Тараканов | Гнётова | Ильюкова | Испорчу бюллетень | Не пойду на выборы | Затруднились ответить |
| --------------------------------- | ---- | ----------- | --------- | ------- | -------- | --------- | ------- | -------- | ----------------- | ------------------ | --------------------- |
| ФОМ, 17-25 июля 2017              | 38 % | 43 %        | 3 %       | 2 %     | 1 %      | 1 %       | <1 %    | <1 %     | 1 %               | 14 %               | 34 %                  |
| Мегаполис, 25 июля-5 августа 2017 | 48 % | 38 %        | 15 %      | 4 %     | 4 %      | 2,4 %     | 1,0 %   | 0,2 %    | -                 | -                  | 35,4 %                |
| ФОМ, 10-21 августа 2017           | -    | 56 %        | 7 %       | 3 %     | 3 %      | 0 %       | 0 %     | 0 %      | 0 %               | 0 %                | 30 %                  |
| ФОМ Расчёт, 10-21 августа 2017    | -    | 65,2 %      | 18,5 %    | 6,1 %   | 5,3 %    | 0,9 %     | 1,2 %   | 0,8 %    | 2 %               | -                  | -                     |

## Итоги выборов

Карта явки на выборы.

| Место                       | Место                       | Кандидат                    | Партия                      | Голосов | %       |
| --------------------------- | --------------------------- | --------------------------- | --------------------------- | ------- | ------- |
|                             | 1.                          | Артур Парфенчиков           | Единая Россия               | 95 822  | 61,34 % |
|                             | 2.                          | Ирина Петеляева             | Справедливая Россия         | 28 203  | 18,05 % |
|                             | 3.                          | Евгений Ульянов             | КПРФ                        | 18 942  | 12,13 % |
|                             | 4.                          | Евгений Беседный            | ЛДПР                        | 8877    | 5,68 %  |
| Недействительных бюллетеней | Недействительных бюллетеней | Недействительных бюллетеней | Недействительных бюллетеней | 4371    | 2,80 %  |
| Всего                       | Всего                       | Всего                       | Всего                       | 156 215 | 100 %   |
|                             |                             |                             |                             |         |         |
| Действительных бюллетеней   | Действительных бюллетеней   | Действительных бюллетеней   | Действительных бюллетеней   | 151 844 | 97,20 % |
| Явка                        | Явка                        | Явка                        | Явка                        | 156 215 | 29,25 % |
| Общее число избирателей     | Общее число избирателей     | Общее число избирателей     | Общее число избирателей     | 534 015 |         |